# 樺太庁の廃止市町村一覧
樺太庁の廃止市町村一覧（からふとちょうのはいししちょうそんいちらん）は樺太における樺太町村制施行（1929年7月1日）後に、市町村合併や他の自治体に統合されることなどにより廃止した市町村の一覧である。単なる名称の変更は対象としない。
- 町村が「町制」・「市制」を施行し町・市となるケース
  - 「市町村」以外の表記名を変更しなかった自治体は一覧に含まれない。（例：豊原町→豊原市）
  - 町制・市制を施行した際に名称を変更した場合も一覧に含まれない。（三浜村→珍内町）
- 市町村が名称変更した場合は一覧に含まれない。
- 所属郡が変更になった場合は一覧に含まれない。
- 市町村合併で廃止した市町村のケース
  - 編入合併した場合の、存続市町村は廃止に当たらないので一覧に含まれない。
  - 編入合併した場合の、廃止した市町村は一覧に含まれる。
  - 新設合併した場合の、廃止した市町村は一覧に含まれる。
  - 新設合併した場合の、名称が残った市町村も一覧に含まれる。
- 分割や分立をしたケース
  - 分割で廃止した市町村は一覧に含まれる。（名好村→名好町・西柵丹村）
  - 分立で存続した市町村は一覧に含まれない。（恵須取町の一部→塔路町）

- 名好郡名好村 （1941年4月1日）名好郡名好町・西柵丹村に分割のため
- 豊原市 （1949年6月1日）国家行政組織法の施行のため
- 恵須取郡恵須取町 （1949年6月1日）国家行政組織法の施行のため
- 恵須取郡珍内町 （1949年6月1日）国家行政組織法の施行のため
- 恵須取郡塔路町 （1949年6月1日）国家行政組織法の施行のため
- 恵須取郡鵜城村 （1949年6月1日）国家行政組織法の施行のため
- 大泊郡大泊町 （1949年6月1日）国家行政組織法の施行のため
- 大泊郡千歳村 （1949年6月1日）国家行政組織法の施行のため
- 大泊郡深海村 （1949年6月1日）国家行政組織法の施行のため
- 大泊郡長浜村 （1949年6月1日）国家行政組織法の施行のため
- 大泊郡遠淵村 （1949年6月1日）国家行政組織法の施行のため
- 大泊郡富内村 （1949年6月1日）国家行政組織法の施行のため
- 大泊郡知床村 （1949年6月1日）国家行政組織法の施行のため
- 敷香郡敷香町 （1949年6月1日）国家行政組織法の施行のため
- 敷香郡内路村 （1949年6月1日）国家行政組織法の施行のため
- 敷香郡泊岸村 （1949年6月1日）国家行政組織法の施行のため
- 敷香郡散江村 （1949年6月1日）国家行政組織法の施行のため
- 泊居郡泊居町 （1949年6月1日）国家行政組織法の施行のため
- 泊居郡名寄村 （1949年6月1日）国家行政組織法の施行のため
- 泊居郡久春内村 （1949年6月1日）国家行政組織法の施行のため
- 豊栄郡落合町 （1949年6月1日）国家行政組織法の施行のため
- 豊栄郡豊北村 （1949年6月1日）国家行政組織法の施行のため
- 豊栄郡川上村 （1949年6月1日）国家行政組織法の施行のため
- 豊栄郡栄浜村 （1949年6月1日）国家行政組織法の施行のため
- 豊栄郡白縫村 （1949年6月1日）国家行政組織法の施行のため
- 名好郡名好町 （1949年6月1日）国家行政組織法の施行のため
- 名好郡西柵丹村 （1949年6月1日）国家行政組織法の施行のため
- 本斗郡本斗町 （1949年6月1日）国家行政組織法の施行のため
- 本斗郡内幌町 （1949年6月1日）国家行政組織法の施行のため
- 本斗郡好仁村 （1949年6月1日）国家行政組織法の施行のため
- 本斗郡海馬村 （1949年6月1日）国家行政組織法の施行のため
- 真岡郡真岡町 （1949年6月1日）国家行政組織法の施行のため
- 真岡郡野田町 （1949年6月1日）国家行政組織法の施行のため
- 真岡郡広地村 （1949年6月1日）国家行政組織法の施行のため
- 真岡郡蘭泊村 （1949年6月1日）国家行政組織法の施行のため
- 真岡郡清水村 （1949年6月1日）国家行政組織法の施行のため
- 真岡郡小能登呂村 （1949年6月1日）国家行政組織法の施行のため
- 元泊郡知取町 （1949年6月1日）国家行政組織法の施行のため
- 元泊郡元泊村 （1949年6月1日）国家行政組織法の施行のため
- 元泊郡帆寄村 （1949年6月1日）国家行政組織法の施行のため
- 留多加郡留多加町 （1949年6月1日）国家行政組織法の施行のため
- 留多加郡三郷村 （1949年6月1日）国家行政組織法の施行のため
- 留多加郡能登呂村 （1949年6月1日）国家行政組織法の施行のため

※なお、南樺太の領土自体は1951年9月8日のサンフランシスコ講和条約締結（1952年4月28日発効）によって、未調印のソビエト連邦を除く連合国に対して領有権を放棄した。